# صفاريات
الصفاريات (الاسم العلمي Sirenidae)، فصيلة حيوانات مائية من السلمندر. أعطانها جنوب شرق الولايات المتحدة وشمال المكسيك.